# Barbro Martinsson
Barbro Martinsson (* 16. August 1935 in Gävle) ist eine ehemalige schwedische Skilangläuferin.

## Werdegang
Martinsson, die für den Valbo AIF und den Skellefteå SK startete, hatte ihren ersten internationalen Auftritt bei den Olympischen Winterspielen 1956 in Cortina d’Ampezzo. Dort belegte sie den 14. Platz über 10 km. Zwei Jahre später errang sie bei den nordischen Skiweltmeisterschaften 1958 in Lahti den 15. Platz über 10 km. Bei den Olympischen Winterspielen 1960 in Squaw Valley wurde sie Siebte über 10 km. Im selben Jahr siegte sie bei den Svenska Skidspelen über 10 km. Bei den nordischen Skiweltmeisterschaften 1962 in Zakopane holte sie die Silbermedaille mit der Staffel und belegte den sechsten Platz über 10 km. Im Jahr 1964 gewann sie den 10-km-Lauf beim Holmenkollen Skifestival und holte bei den Olympischen Winterspielen 1964 in Innsbruck die Silbermedaille mit der Staffel. Zudem kam sie auf den 11. Platz über 10 km und auf den siebten Rang über 5 km. Ebenfalls wurde sie im Jahr 1964 in Schweden Sportlerin des Jahres. Im folgenden Jahr wurde sie Zweite bei den Svenska Skidspelen über 10 km. Bei den nordischen Skiweltmeisterschaften 1966 in Oslo gewann sie Bronzemedaille mit der Staffel und belegte wie vier Jahre zuvor den sechsten Platz über 10 km. Im Februar 1967 siegte sie bei den Lahti Ski Games.  Bei den Olympischen Winterspielen 1968 in Grenoble holte sie die Silbermedaille mit der Staffel. Zudem errang sie über 5 km und über 10 km jeweils den vierten Platz. Außerdem wurde sie im Jahr 1968 jeweils Dritte im 10-km-Lauf bei den Lahti Ski Games und bei den Svenska Skidspelen.
Martinsson siegte bei schwedischen Meisterschaften zweimal über 5 km (1961, 1965), zweimal über 10 km (1965, 1968) und dreimal mit der Staffel (1958, 1965, 1968) von Skellefteå SK. Sie ist mit dem ehemaligen Skilangläufer Sture Grahn verheiratet.